# Diankoudoungou
Diankoudoungou, également appelé Diankoudougou, est une localité située dans le département de Bilanga de la province de la Gnagna dans la région Est au Burkina Faso.

## Géographie
Diankoudoungou se trouve à 10 km de Bilanga-Yanga et 23 km au sud-ouest de Bilanga.

## Santé et éducation
Le centre de soins le plus proche de Diankoudoungou est le centre de santé et de promotion sociale (CSPS) de Bilanga-Yanga.
Le village possède une école primaire publique. Le village dispose d'un centre de santé et une école primaire public